# Винарово (област Видин)
 Тази статия е за селото в Област Видин.  За другото българско село с това име вижте Винарово (Област Стара Загора).  
Вина̀рово е село в Северозападна България, община Ново село, област Видин. Намира се на 15 км северозападно от областния град и 3 км от река Дунав.

## История
Стара легенда разказва, че турчинът, който владеел земите в този регион, бил сакат -  липсвала му едната ръка и жителите на околните села му викали ” чунгул ” - на румънски диалект  - ”без ръка ”.
Според местни информатори Чунгурус  отначало е разположен в местността  ”Салаш ”, а след чумна епидемия в месността  ”Селището”. И до днес в горния край на селото /в района на гробището/ има останки от църква, което доказва, че в миналото тук е имало живот. След втора чумна епидемия селището се премества петстотин метра на изток, където съществува и до днес. За древния корен на селото говори и интерсът на специалисти от Българската академия на науките и Българската православна църква, които на „терен” проучват етимологията на селищното име „Чунгуруз”, древните обреди и обичаи, паметните плочи и гробове в гробищния парк и др. 
Сигурни доказателства за село Чунгурус датират от втората половина на 15 век /около 60 години след падането на България под османско робство/. В книгата на доктор Душанка Боянич – Лукач ”Видин и Видинският санджак през 15–16 век“ са отпечатани документи от архивите на Цариград и Анкара. В тeзи документи се говори и за село Чингурус (Чунгурус), включено в Санджак Видин, във владение на Иса-бей. На страница 62 е отбелязано: Село Чингурус – тимар на Мурад. Роднина е на Узун Карауглу. Притежава свещен знак. Домакинства 12. Приход 1280 акчета.
В съкратения регистър на Видинския санджак от 1560г. село Чингурус е включен в нахия Поломие, зеамет на името на Хусеин. На страница 117 четем:“ Село Чингурус  с неговия тахвил, спада към Поломие с приход 7800 акчета.
Друг исторически извор, в който се дават сведения  за село Чунгурус, е съчинението на френския академик Бланки, озаглавено                  ” Пътуване из България ”, излязло в Париж през 1853 година .
На път за село Раковица        / Куделин / на река Тимок за град Видин  Бланки и придружаващите го лица минават през село Чунгурус по известния Ракошки път, осигуряващ най–бързото преминаване на разстоянието  от контролно-пропускателния пост на река Тимок за град Видин. На страница 425 – 426 от книгата се описва пристигането на представителя на френското правителство на река Тимок и пътуването му през село Чунгуруз за град Видин. ”Единственото селище, което срещнахме по пътя си на име Чунгурус, беше населено от християни, които живееха в изплетени от дървени пръти кошове, изпълняващи ролята на къщи ...”  – пише академик Бланки.
Етнографката Маргарита Николова доказва, че ”Чунгурус” е много древно име, за което говори и неговата стара архаична форма, и датира от първите векове на славянобългарската държава. Селищното име има тюркско–български произход и приблизително означава ”долът, който по време на дъжд се пълни с вода”. Наистина, малката рекичка край селото, наричана в миналото  ”чанката ”, след дъжд става буйна и пенлива и много често напуска коритото си. През 1969 година старши научен сътрудник Йордан Заимов  от Института за български език към БАН пише, че “cengerez” значи „място, където водата се губи под земята”.
Като център за наука и просвета село Чунгурус  /Винарово / се оформя още в началото на 19 век. През 1810 година малките деца правят първите си плахи стъпки към знанието и грамотността  в малката полусрутена черковка в местността ”Селището ” в новооткритото килийно училище. По-късно учебните занятия се водели в доброволно предоставени частни къщи – на Муевите, Дуновите, Цековите и др.
След Освобождението Чунгурус  / Винарово /  се очертава като буден духовен център, към който се устремяват жадни за знания и просвета деца от целия регион – Неговановци, Ясен, Флорентин, Гъмзово, Майор Узуново,Тияновци, Динковица, Калина и др .
През 1922/23 година в Чунгурус се открива и прогимназия с две паралелки. За директор е назначен Иван Петров от Копривщица, участник в Априлското въстание. Към 30-те години на XX век жителите на Чунгурус до голяма степен запазват своя нетипичен за района белоградчишки говор.
От 19. 02. 1945 година училището носи името на апостола на свободата Васил Левски. 
Непосредствено след Втората световна война Винарово е известно като главен център на опозицията срещу комунистическия режим сред селата във Видинско. През 1946 група комунистически агитатори от съседните села по време на митинг влизат в сбиване с местни младежи, при което един комунист от Гъмзово е убит – това е единствената проправителствена жертва сред 24-те, убити по време на предизборната кампания за VI велико народно събрание. На самите избори опозицията получава 58,7% от гласовете в селото.
През зимата на 1950 – 1951 година Винарово е засегнато от кампанията за активизиране на колективизацията и селяни са затваряни в мазето на общината и заливани със студена вода, в резултат на което много от тях получават трайни физически и здравословни увреждания. По това време 5 семейства (23 души) от селото са принудително изселени от комунистическия режим. Въпреки това Трудово кооперативно земеделско стопанство „Нов път“ се създава едва през 1956 г.
В центъра се издига красиво оформен архитектурен комплекс – сградата на кметството, модерни магазини, ресторант, поща, площад. А на ритуалната зала могат да завидят дори някои от областните градове. Оформена е етнографска сбирка, в която е показано богатството на една отколешна традиция, богатство, което ни кара с благоговение да произнасяме сакралните думи ”Земя на дедите ни, бъди благословена!”.

## Население
Преброяване на населението през 2011 г.
Численост и дял на етническите групи според преброяването на населението през 2011 г.:
|                     | Численост | Дял (в %) |
| Общо                | 755       | 100,00    |
| Българи             | 748       | 99,07     |
| Турци               | 0         | 0,00      |
| Цигани              | 0         | 0,00      |
| Други               | 0         | 0,00      |
| Не се самоопределят | 0         | 0,00      |
| Неотговорили        | 1         | 0,13      |

## Поминък

### Лозарство и винарство
Винарово е разположено в плодородна котловина в селскостопански регион. В селото има три големи земеделски кооперации и няколко по-малки. Почвите са благоприятни  за отглеждане на пшеница, овес, царевица слънчоглед и др.
Древното село е известно с хубавите си лозя и прочутите бели и червени вина. Откроява се древният сорт „Нашенско“ (вид Гъмза) със своите вкусови качества, впечатлил още френския пътешественик академик Бланки в далечната 1841г..
Новата слава на Винарово са лозовите масиви в местностите Гладния връх, Говедарския връх и Дърник със сорта Мускат отонел, отличаващ се със своите специфични вкусови качества и предпочитан пред същия сорт, отглеждан  в с. Гомотарци, област Видин, гр. Мизия, област Враца  и др.
Първата частна винарска изба „Калотов“, изградена в с. Винарово, отбелязана на картата на виното в България, отглежда и сортовете Мерло, Каберне совиньон, Ркацители и Шардоне.

## Обществени институции
- кметство
- пенсионерски клуб
- здравна служба
- основно училище „Васил Левски“ (понастоящем нефункциониращо)
- целодневна детска градина
- Читалище „Зора-1927“
- винарска изба „Калотоф“
- поща
- завод за ризи
- църковен храм "Възнесение Господне“
- три земеделски кооперации
- три хранителни магазина

## Културни и природни забележителности
Етнографски комплекс „Средна чешма“
Природен феномен, разположен край малка рекичка, която  се вие край село Винарово. Емблематична за общността е Средната чешма, дала името на комплекса – една от трите чешми, разположени в подножието на няколко възвишения. Тук се изпълняват обреди и обичаи от народния календар на село Винарово като Ладуване, Кумичене, Напяване на пръстените,  Папаруда, Газене на чирапни и др. На това сакрално място се провежда всяка година и Международният фолклорен събор „Бащино огнище с корени вековни“.
Ритуалната зала
Изрисувана е с фолклорни мотиви, разкриващи непреходната красота и сила на народните обреди и обичаи. Покорява с изяществото на фигурите на участниците в народните традиции. Залата е любимо място за ценителите на българските традиции и е предпочитана за провеждане на тържества, родови срещи, открити занятия, семинари и др. 
Местности
Алваджѝско, Ара̀п
Ба̀бино бъ̀рдо, Басара̀ба, Ба̀чова,  Белу̀йна, Бу̀сков гера̀н
Гла̀дния връ̀, Говеда̀рския връ̀, Го̀рните ло̀йза, Го̀рното бра̀нище, Гра̀дец, Гръстѐлника, Гузулѝйската  у̀рвина, Гъ̀ндзовската пъ̀тичка
До̀лна Ба̀чова, До̀лните ло̀йза, Дра̀ката, Дърнѝк
Коѝлицата
Лива̀дите, Ликцѐто, Липа̀ка, Лѝповица, Ло̀квата
Мъртвина̀та
Негова̀нско, Новосѐлско
Oборѝята, Опа̀шката, Ота̀ра
Падѝната, Папу̀ра, Пѐсъците,  Петтѐ  дъ̀рвия, Пото̀ка, Презвръ̀, При
кръ̀ста
Ра̀кошки пъ̀т, Реванѐто, Ру̀совата падѝна
Сала̀ш, Сара̀чко, Сѐлището, Сѝнята во̀да, Смолнѝците,
Солома̀нския  връ̀,
Содо̀л
Тата̀рско, Топо̀лите, Тулѝя
У̀мата
Я̀зовините
Фамилии
Алму̀йкините, Ангелу̀цовите, Андрѐевите, Арпа̀овите   
Bа̀барковите, Базо̀евите, Бака̀ловите, Бака̀нковите, Бала̀шкините, Балу̀-   цовите, Ба̀рболовите, Бебеля̀шковите, Бегѝровите, Бѐлкините, Бѐловите, Бѐчовите, Бѝковите, Бицирѐловите, Боба̀новите, Бо̀рдешовите, Бу̀льовите, Бу̀мбаровите, Бу̀ровите, Бу̀ркьовите, Бу̀сковите, Бучка̀рските
Ва̀ковите, Ва̀нковите, Ванко̀шовите, Ва̀новите, Ва̀чковите, Вѝковитe, Вра̀жовите, Въ̀лчовите
Га̀льовите Гого̀човите, Гу̀новите, Гърча̀нскитe, Гьоргиша̀новите 
Да̀нковите, Демя̀нските, Дѐнчоловите, Джанда̀рските, Джа̀нкините, Джурля̀ковите, Джу̀ровите, Дзъ̀фльовите, До̀довите, До̀ковите, До̀нкините, До̀човите, Дра̀мовите, Дро̀шльовите, Дру̀льовите, Ду̀довите,  Ду̀новите, Ду̀шковите
Ѐжовите,  Ѐжковите
Жа̀ньовите, Жѐнчовите, Жуму̀ровите
Зо̀новите
Издрѝсковите, Илѝевите
Йонѝковите, Йо̀нковите, Йо̀новите, Йо̀рговите, Йо̀сковите, Йо̀цовите
Кало̀товите, Камбѐровите, Карабу̀льовите, Карама̀новите, Ка̀цковите, Кѐжовите, Кѐлчовите, Кѐртовите, Колиба̀ровите, Колѝцовите, Ко̀лчовите,  Ко̀новите, Коренѝчковите, Ко̀стовите, Кържа̀новите, Къ̀рчовите, Кюмбеджѝйските, Кюпчѐнковите, Кя̀нините
Ла̀бовите, Лапада̀товите, Лападу̀цовите, Лаута̀рските, Лѝковите, Лѝл- ковите, Лѝловите, Лъ̀жовите
Маджа̀ковите, Мангъ̀ровите, Марѝнковите, Ма̀човите, Ма̀шовите, Ма̀шковите, Меѝцовите, Мѐнкините, Мѝковите, Мѝновите, Мѝрчовите, Мѝтовите, Мѝтровите, Митру̀цовите, Мицѝкиките, Мѝцкините, Мѝчоловите, Мѝшовите, Младѐнчовите, Мла̀джовите, Мо̀ковите, Мо̀нговите, Мо̀нините, Му̀йовите, Му̀рговите, Му̀совите, Муцига̀рските, Мънгъ̀ровите, Мъ̀рчовите
На̀довите, На̀новите, Нѐдините, Нѐнкините, Нѐнковите, Нѝковите, Нѝн- ковите
Опрѝковите,  О̀рповите, О̀човите
Па̀вловите, Па̀ковите, Паку̀новите, Палако̀евите, Па̀новите, Па̀нковите, Па̀нчовите, Па̀совите, Пасъ̀ковите, Патру̀новите, Патру̀цовите, Пау̀новите, Па̀човите, Пѐйчовите, Пелеша̀новите, Пѐтльовите, Петра̀шковите, Пѐчковите, Пѝльовите, Пѝрковите, Попадѝковите, Попо̀евите, Пръжка̀новите, Пуда̀ровите, Пу̀нчовите, Пу̀цовите, Първа̀новите, Пъ̀ржовите, Пъ̀рцовите
Рабаджѝйските, Ра̀нгеловите,  Рѐльовите, Рефелѐнковите, Риста̀нините, Ро̀говите, Ру̀сковите, Ръ̀чоловите
Самѐцовите, Ста̀новите, Светѐцовите, Сѐмковите, Сѐчковите, Сѝчковите, Стѐфановите, Сто̀йчовите, Стоя̀нковите, Стъ̀рчовите, Су̀льовите, Съвѐтините, Съ̀рбиновите, Съ̀рболовите
Та̀човите, Тѝловите, Трока̀новите, Тѝшовите, То̀нчовите, То̀товите, Турла̀ковите, Търнѝчковите, Тошовите, Търкала̀новите, Ту̀цовите
Уша̀новите
Фѝковите, Фѝчовите, Фишъ̀ковите, Флора̀новите, Фло̀рковите, Фо̀йковите, Фо̀нковите, Фо̀човите, Фра̀тьовите, Фуна̀говите, Фура̀жковите, Фъ̀рковите
Цампо̀евите, Цѐковите, Цѝковите, Цо̀ловите, Цу̀йкините
Чакаля̀новите, Чѝповите
Ша̀нковите, Шума̀довите
Щефа̀новите, Щъ̀ркеловите
Ю̀довите, Ю̀зовите, Юмѐрковите
Я̀нковите, Янку̀ловите

## Редовни събития
- Духовният празник на село Винарово на Възнесение Господне           (Спасовден). В двора на църковния храм се раздава курбан за здраве и благоденствие, а вечерта на площада  свири духова музика и до късно се играят автентичните винаровски хора.
- Св. Трифон Зарезан - стародавен народен обичай на 01. февруари. всяка година. Млади и стари с ритуални танци, песни и наричания отиват на лозята и извършват редица обредни действия, за да са "лойза родовити, родовити плодовити".
- Фолклорен събор „Бащино огнище с корени вековни“ – провежда се всяка година последната събота на месец август на Етнографски комплекс „Средна чешма“ – сакрално място за общността на село Винарово, който пази духа на отминалото време. Участват самобитни носители на фолклорните традиции от България, Сърбия и Румъния, които представят спастреното фолклорно и етнографско богатство на свидни бащини огнища. Целта на събора е приобщаване на младото поколение към завещаното от древните ни предци – неоценимо богатство, хубост за бъдни времена.

## Други
Личности
- Д-р Бърни Бончев - кмет на гр. Видин - дълги години преглежда и лекува безплатно децата от началното училище и прогимназията. „Нашият доктор“, както с умиление и признателност всички го наричат, е впечатлен от уникалния говор, който и до днес пази чертите на старобългарския език, от винаровските обреди и обичаи, от названията на местностите. Проучва ги с голяма любов и с гордост заявява, че Винарово е „истински оазис на българщината“.
- Велко Велков - завършва педагогическия колеж в Загреб (Сърбия). Завръща се при своя корен, защото ’’родното го зове ” . Той е първият местен учител, който успешно сплотява децата и младите, разкривайки славното и героично минало на своя роден край. Младият учител се явява ревностен последовател на големия български етнограф и учител Димитър Маринов, според когото българското училище трябва да стане “ източник на всяко добро ” като ” присадник на всяко благоденствие ”. Като носител на нови, прогресивни идеи, отнасящи се до подобряване на дейността на ”светите” заведения, Велко Велков откликва по един достоен начин за подобряване на дейността в училището и създава свои достойни последователи .
- Николай Спасов - кмет на село Винарово - юрист по професия, строител на село от нов тип, който има заслуги не само за новото име на село Винарово /1939г./ заради гроздето и виното, но и заради новата училищна сграда (1934 -1939г.), новата църква „Вознесение Господне“ (1934) и трите чешми край селото (1934 г.), изградени по време на успешното му кметуване.
- Кайчо Каменов (Михаил Каменов) - 1923- 1983г. - най-известният народен певец на Северозападна България, наричан "Гласът на Северозапада", изпял емблематични за село Винарово и за Видинския край народни песни като „Чие е това момиче“, „Куне моме“, „Соколе, сиви соколе“, „Помниш ли, мила Добро“, „Колко са мъгли по Дунав“, „Дунаве, тих бел Дунаве“, „Ой  девойко църноока“ и други.

- Главната улица
- ОУ „Васил Левски“
- Къща от село Винарово